# أحمد عبد الجبار
احمد عبد الجبار (مواليد 8 يناير 1978 في العراق)، هو لاعب كرة قدم عراقي يلعب لنادي الكرخ العراقي ولعب سابقا لمنتخب العراق لكرة القدم كلاعب وسط. ويلقب بالألماني.

## مصدر
1. ↑  Hassanin Mubarak؛ Salem Dawood. "Player Database". iraqsport.com. مؤرشف من الأصل في 2001-04-24. {{استشهاد ويب}}: الوسيط غير المعروف |last-author-amp= تم تجاهله يقترح استخدام |name-list-style= (مساعدة)
2. ↑  Hassanin Mubarak & Salem Dawood. "Player Database". iraqsport.com. مؤرشف من الأصل في 2001-04-24.

## وصلات خارجية
- أحمد عبد الجبار على موقع ناشيونال فوتبول تيمز (الإنجليزية)

## وصلة خارجية
أحمد عبد الجبار على فرق كرة القدم الوطنية.كوم